# 2377 Shcheglov
A 2377 Shcheglov (ideiglenes jelöléssel 1978 QT1) a Naprendszer kisbolygóövében található aszteroida. Nyikolaj Sztyepanovics Csernih fedezte fel 1978. augusztus 31-én.